# Clark Graebner
Pour les articles homonymes, voir Graebner.
Clark Graebner, né le 4 novembre 1943 à Cleveland, est un ancien joueur de tennis professionnel américain.

## Parcours dans les tournois duGrand Chelem

### En simple
| Année | Open d'Australie | Open d'Australie | Internationaux de France | Internationaux de France | Wimbledon       | Wimbledon   | US Open         | US Open      |
| ----- | ---------------- | ---------------- | ------------------------ | ------------------------ | --------------- | ----------- | --------------- | ------------ |
| 1960  | —                | —                | —                        | —                        | —               | —           | 2e tour (1/32)  | L. Nagler    |
| 1961  | —                | —                | —                        | —                        | —               | —           | 2e tour (1/32)  | W. Hoogs     |
| 1962  | —                | —                | —                        | —                        | —               | —           | 1er tour (1/64) | M. Belkhodja |
| 1963  | —                | —                | —                        | —                        | —               | —           | 2e tour (1/32)  | C. Pasarell  |
| 1964  | —                | —                | —                        | —                        | 1er tour (1/64) | A. Segal    | 3e tour (1/16)  | R. Barnes    |
| 1965  | —                | —                | —                        | —                        | 2e tour (1/32)  | R. Krishnan | 3e tour (1/16)  | C. McKinley  |
| 1966  | 1/4 de finale    | J. Newcombe      | 1/8 de finale            | I. Gulyás                | 2e tour (1/32)  | O. Davidson | 1/4 de finale   | F. Stolle    |
| 1967  | —                | —                | —                        | —                        | 1/8 de finale   | J. Newcombe | Finale          | J. Newcombe  |
| 1968  | —                | —                | —                        | —                        | 1/2 finale      | T. Roche    | 1/2 finale      | A. Ashe      |
| 1969  | —                | —                | —                        | —                        | 1/4 de finale   | T. Roche    | 2e tour (1/32)  | R. Taylor    |
| 1970  | —                | —                | —                        | —                        | 1/4 de finale   | R. Taylor   | 1/8 de finale   | J. Newcombe  |
| 1971  | —                | —                | —                        | —                        | 3e tour (1/16)  | R. Laver    | 1/4 de finale   | T. Okker     |
| 1972  | —                | —                | 1/8 de finale            | A. Gimeno                | 2e tour (1/32)  | I. Năstase  | 2e tour (1/32)  | S. Smith     |
| 1973  | —                | —                | —                        | —                        | —               | —           | 1er tour (1/64) | G. Masters   |
| 1974  | —                | —                | —                        | —                        | 1er tour (1/64) | C. Pasarell | 3e tour (1/16)  | R. Moore     |
| 1975  | —                | —                | —                        | —                        | —               | —           | 1er tour (1/64) | J. Lloyd     |

N.B. : à droite du résultat se trouve le nom de l'ultime adversaire.

### En double
Parcours en double à partir de 1968.
| Année | Open d'Australie | Open d'Australie | Internationaux de France | Internationaux de France  | Wimbledon                  | Wimbledon             | US Open                    | US Open                | Open d'Australie | Open d'Australie |
| ----- | ---------------- | ---------------- | ------------------------ | ------------------------- | -------------------------- | --------------------- | -------------------------- | ---------------------- | ---------------- | ---------------- |
| 1968  | —                | —                | —                        | —                         | 1/8 de finale J. Osborne   | J. Newcombe T. Roche  | 1/2 finale C. Pasarell     | A. Ashe A. Gimeno      | n.o.             | n.o.             |
| 1969  | —                | —                | —                        | —                         | 1/8 de finale G. Scott     | B. Hewitt F. McMillan | 2e tour (1/16) A. Ashe     | J. McManus J. Osborne  | n.o.             | n.o.             |
| 1970  | —                | —                | —                        | —                         | 2e tour (1/16) G. Scott    | T. Okker M. Riessen   | 2e tour (1/16) R. Moore    | R. Emerson R. Laver    | n.o.             | n.o.             |
| 1971  | —                | —                | —                        | —                         | 1/2 finale T. Koch         | A. Ashe D. Ralston    | 2e tour (1/16) T. Koch     | T. Okker M. Riessen    | n.o.             | n.o.             |
| 1972  | —                | —                | 2e tour (1/16) H. Rahim  | A. Panatta N. Pietrangeli | 1/4 de finale D. Stockton  | P. Cornejo J. Fillol  | 1/4 de finale M. Anderson  | S. Smith E. van Dillen | n.o.             | n.o.             |
| 1973  | —                | —                | —                        | —                         | —                          | —                     | 1/8 de finale O. Parun     | T. Okker M. Riessen    | n.o.             | n.o.             |
| 1974  | —                | —                | —                        | —                         | 1er tour (1/32) D. Ralston | P. Lall J. Mukerjea   | 1/4 de finale R. Moore     | P. Cornejo J. Fillol   | n.o.             | n.o.             |
| 1975  | —                | —                | —                        | —                         | —                          | —                     | 1er tour (1/32) F. Stolle  | J. Gisbert M. Orantes  | n.o.             | n.o.             |
| 1976  | —                | —                | —                        | —                         | —                          | —                     | 1/8 de finale F. Stolle    | M. Riessen T. Okker    | n.o.             | n.o.             |
| 1977  | —                | —                | —                        | —                         | —                          | —                     | 1er tour (1/32) R. Fagel   | R. Simpson G. Hardie   | —                | —                |
| 1978  | n.o.             | n.o.             | —                        | —                         | —                          | —                     | 2e tour (1/16) C. Pasarell | F. McMillan B. Hewitt  | —                | —                |
| 1979  | n.o.             | n.o.             | —                        | —                         | —                          | —                     | —                          | —                      | —                | —                |
| 1980  | n.o.             | n.o.             | —                        | —                         | —                          | —                     | 1/8 de finale C. Pasarell  | B. Hewitt F. McMillan  | —                | —                |

N.B. : le nom du ou de la partenaire se trouve sous le résultat ; le nom des ultimes adversaires se trouve à droite.

### En double mixte
| Année | Open d'Australie | Open d'Australie | Internationaux de France | Internationaux de France      | Wimbledon | Wimbledon | US Open | US Open |
| ----- | ---------------- | ---------------- | ------------------------ | ----------------------------- | --------- | --------- | ------- | ------- |
| 1966  | —                | —                | Finale Ann Haydon-Jones  | Annette Van Zyl Frew McMillan |           |           | —       | —       |

N.B. : le nom de la partenaire se trouve sous le résultat ; le nom des ultimes adversaires se trouve à droite.